# Maserati Mexico
Maserati Mexico (укр. Мазераті Мексика) - легковий автомобіль класу Гран Турізмо, що випускався італійською компанією Maserati з 1966 по 1972 рік. По-справжньому чотиримісне купе було створено на скороченому шасі моделі Quattroporte. Всього було виготовлено 482 автомобіля.

## Опис

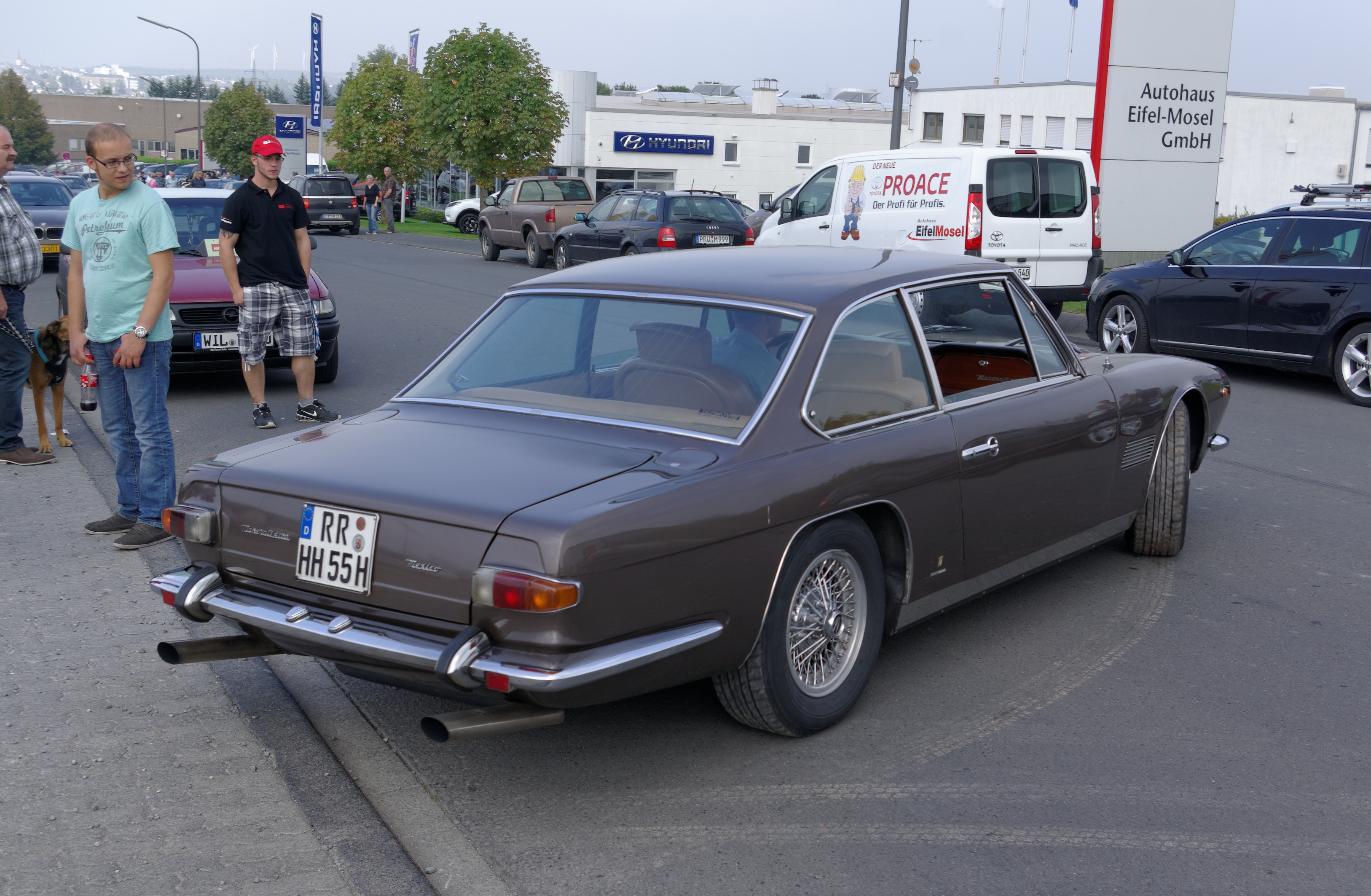
Maserati Mexico

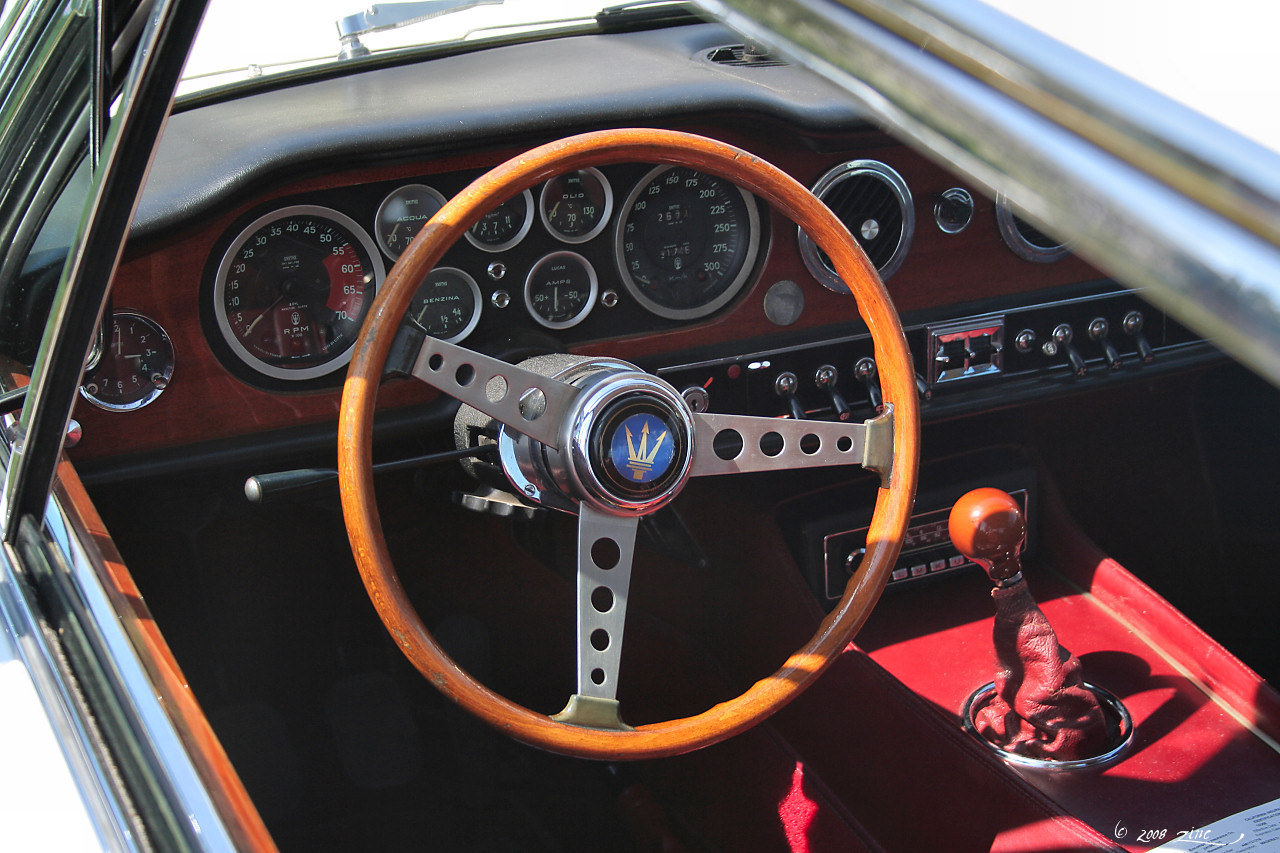

Після аварії один з пошкоджених автомобілів 5000GT був повернутий на завод компанії для ремонту. Тут його повністю переробили, а отриманий прототип продемонстрували на автосалоні в Турині 1965 року на стенді фірми Vignale, чий елегантний кузов він отримав. Автомобіль викликав захват у публіки і був куплений президентом Мексики, що відвідав виставку.
Виготовлена після цього серійна модель отримала назву Mexico і була вперше показана на Паризькому автосалоні в 1966 році. Реально чотиримісний, а не з посадочною формулою 2+2, автомобіль мав вкорочене шасі моделі Quattroporte. На ньому також була встановлена дорожня версія спортивного V-подібного восьмициліндрового мотора від гоночного автомобіля 450S. Спереду у моделі застосовувалася незалежна пружинна підвіска на двох поперечних важелях, ззаду - міст на ресорах. Гальма всіх коліс були дисковими.
Цікаво, що в цьому ж році Джон Сертіс виграв Гран-прі Мексики за кермом Cooper-Maserati T81.

## Двигуни
- 4.2 L Tipo 107 V8 260 к.с.
- 4.7 L Tipo 107/1 V8 290 к.с.